# NGC 5690
NGC 5690 este o galaxie spirală situată în constelația Fecioara. A fost descoperită în 30 aprilie 1786 de către William Herschel. Se află la o distanță de 19,5 megaparseci de Pământ.